# 河野神社
河野神社（こうのじんじゃ）は鳥取県八頭郡智頭町にある神社。因幡若一宮、通称「にゃくいちさん」と呼ばれる。祭神は須佐男命、忍穂耳命、大己貴命、彦火々出見命、大山祇命、火産霊命、宇賀魂命の7柱。

## 歴史
元来4社であったものが、大正5年（1916年）9月7日に合祀、現在地に移転建立され河野神社と命名された。合祀の理由は神社の維持費用負担が各社では賄いきれないためであった。神社の名は当神社の神職・河野氏に由来する。この河野氏は伊予国湯築城主の家系であるとされる。

## 参拝
肩・手・腰・足の病気に霊験があるとされ、県内はもとより近県からの参拝者が絶えない。祈願用の木製の手形や足形が数多く奉納されている。

## 旧社
合祀された神社は次の通り。
- 広峰神社：天平18年（746年）播磨国広峰熊野神社を町内山田に勧請した。牛頭天王社と呼ばれた。
- 宮国神社：紀伊国熊野神社を町内十日市に勧請した。若一王子権現と呼ばれた。
- 檜神社：町内三吉大坪にあった。火退火明神と呼ばれ、火除けの神として信仰された。
- 聖神社：町内慶所にあった。聖大明神と呼ばれた。

広峰神社、宮国神社が中心となり合祀された。

## 所在地・アクセス
鳥取県八頭郡智頭町三吉475
- JR因美線 土師駅より徒歩10分